# Saproscincus saltus
Saproscincus saltus — вид сцинкоподібних ящірок родини сцинкових (Scincidae). Ендемік Австралії. Описаний у 2013 році.

## Поширення і екологія
Saproscincus saltus відомі з типової місцевості, розташованої на півострові Мелвілл на північному сході Квінсленду, на висоті 500 м над рівнем моря. Вони живуть у вологих рівнинних тропічних ліса, серед скельних виступів.

## Збереження
МСОП класифікує цей вид як вразливий. Saproscincus saltus загрожують зміни клімату.